# گلوبیترمس سولفورئوس

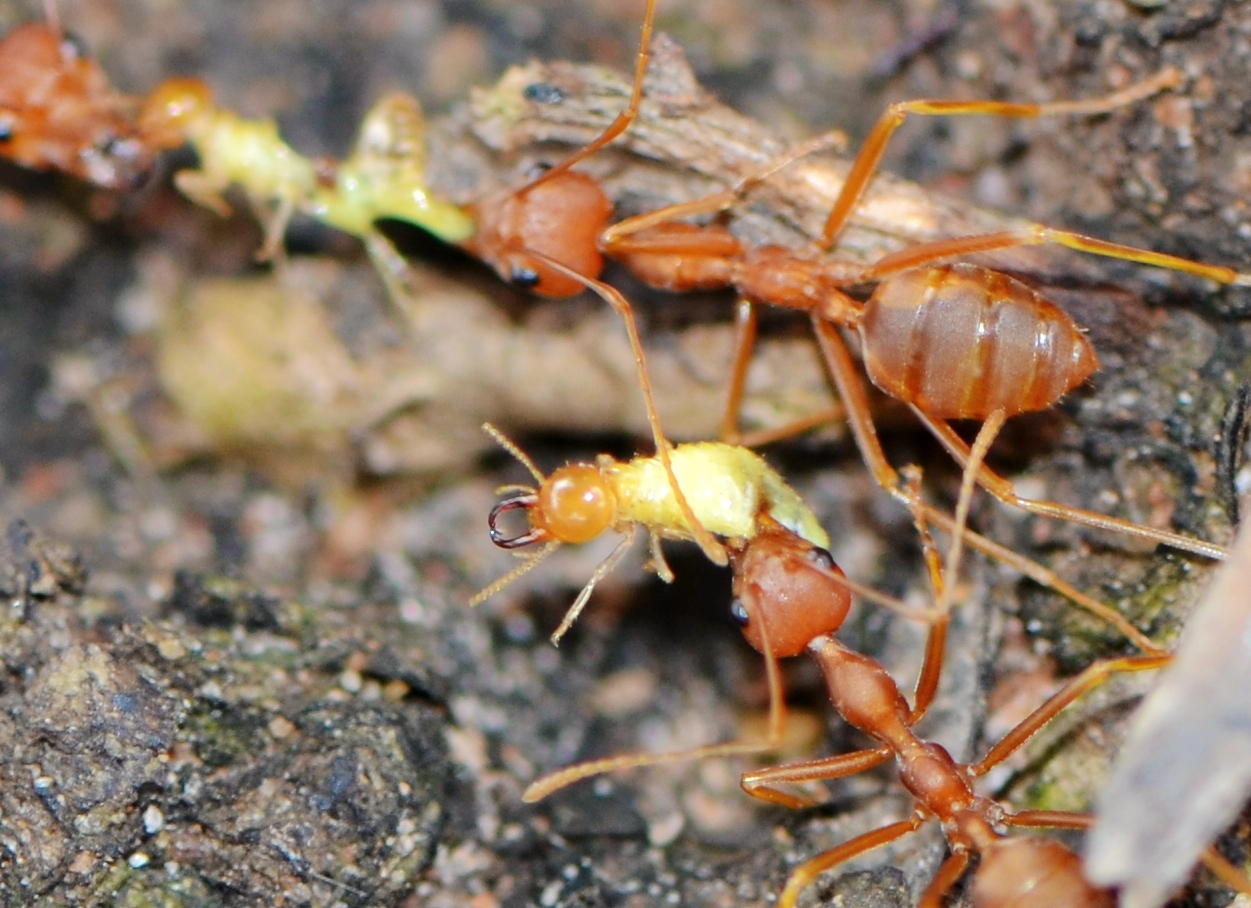
گلوبیترمس سولفورئوس

گلوبیترمس سولفورئوس (انگلیسی: Globitermes sulphureus) گونه ای از موریانه است که در مرکز و جنوب ویتنام بسیار رایج است و همچنین در سایر مناطق جنوب شرق آسیا، از جمله کامبوج، تایلند و  شبه‌جزیره مالزی نیز وجود دارد. 